# Dall'Isola dell'Asinara all'Argentiera
Dall'Isola dell'Asinara all'Argentiera este o arie protejată (sit de importanță comunitară — SCI) din Italia întinsă pe o suprafață de 54.483 ha, integral marine.

## Localizare
Centrul sitului Dall'Isola dell'Asinara all'Argentiera este situat la coordonatele 40°58′18″N 8°13′58″E / 40.9716°N 8.2329°E.

## Înființare
Situl Dall'Isola dell'Asinara all'Argentiera a fost declarat sit de importanță comunitară în aprilie 2020 pentru a proteja 1 specie de animale.

## Biodiversitate
Situată în ecoregiunea mediteraneană, aria protejată nu include niciun habitat protejat.
La baza desemnării sitului se află o specie protejată de  mamifere: delfin mare (Tursiops truncatus).